# Super Show 5
Super Junior World Tour - "Super Show 5" là chuyến lưu diễn lần 5 và là chuyến lưu diễn thế giới thứ hai của nhóm nhạc nam Hàn Quốc Super Junior để quảng bá cho album phòng thu thứ sáu của nhóm, Sexy, Free & Single. Chuyến lưu diễn đã khởi đầu trong năm 2013 bằng 2 đêm diễn vào ngày 23 và 24 tháng 3 tại Seoul, Hàn Quốc, và sẽ tiếp tục đến với một số quốc gia Nam Mỹ cũng như các quốc gia khác trên thế giới.

## Thông tin bên lề
Đây là tour diễn đầu tiên không có trưởng nhóm Leeteuk (nhập ngũ tháng 11 năm 2012). Trong khi đó, Heechul (giải ngũ ngày 31 tháng 8) chính thức quay trở lại từ đêm diễn lại Manila.
Điểm dừng chân tại Nam Mỹ sẽ đánh dấu việc lần đầu tiên Super Junior tổ chức lưu diễn riêng tại các nước này, sau chuyến lưu diễn Music Bank tại Chile cùng các nghệ sĩ khác do đài truyền hình Hàn Quốc KBS tổ chức vào tháng 11 năm 2012.
Trong đêm diễn thứ hai ở Seoul, Yesung xác nhận rằng anh sẽ chính thức nhập ngũ vào tháng 5 năm 2013. Đêm diễn tại Chile xác lập kỷ lục số lượng khán giả đông nhất cho một buổi diễn của một nghệ sĩ Hàn Quốc tại Nam Mỹ với 12,000 khán giả. Tổng cộng bốn đêm diễn tại Nam Mỹ thu hút tới 40,000 khán giả.
Về các đêm diễn tại Nam Mỹ, hai bộ phim tài liệu đã được phát sóng: Một do Kangin tường thuật trên kênh MBC Music bắt đầu từ 13 tháng 6, và một do Kyuhyun tường thuật trên kênh MBC vào ngày 8 tháng 6 năm 2013.

## Danh sách bài hát
SUPER JUNIOR INTRO VCR 1
- Mr. Simple
- 미인아 (BONAMANA)
- Super Girl (Super Junior + Super Junior-M)
- Ment

VCR 2
- 너라고 (It's You)

VCR 3
- Sexy, Free & Single (Rearranged)
- 나쁜 여자 (Boom Boom)
- Club No.1

VCR 4
- Cold - Eunhyuk, Donghae, Siwon, Henry
- 서른 즈음에 + 고향의 봄 ("Tuổi 30" + "Mùa xuân quê hương") - Kangin
- How am I supposed to live without you - Kyuhyun, Sungmin, Ryeowook, Zhoumi (bài hát của Michael Bolton)
- 먹지 ("Gray paper") - Yesung
- Dance Performance - Shindong, Eunhyuk, Donghae
- Giả gái:

Siwon - "Saturday Night" của Son Dambi
Ryeowook - "Loving you" của S.E.S.
Kangin - "Bloom" của Gain
Sungmin - "Ice Cream" của HyunA
Cả bốn người - "Alone" của Sistar
VCR 5
- Break Down - Super Junior-M
- A-oh! - Super Junior-M
- Go - Super Junior-M

VCR 6
- Shake It Up!
- Rockstar

VCR 7
- 중 ("Đang") - Super Junior-K.R.Y
- 머문다 (Daydream) - Super Junior-K.R.Y
- 달콤씁쓸 (Bittersweet) + 언젠가는 (Someday) + 기억을 따라 (Memories) - Super Junior-K.R.Y

VCR 8
- 꿈꾸는 히어로 (Dreaming Hero)
- 꿀단지 (Sunny)
- Wonder Boy

VCR 9
- Marry U

Encore
- Sorry, Sorry
- Show Me Your Love
- 소원이 있나요 (Sapphire Blue)
- Ment
- So I
- Ending

Super Junior Intro
- "Mr. Simple"
- "Bonamana"
- "Super Girl" (Korean ver.) - Tất cả các thành viên
- MENT

VCR 1
- "It's You"

VCR 2
- "Twins"
- "A Man in Love"
- "Sexy, Free & Single" (Rearranged)
- "Spy"

VCR 3
- "How Am I Supposed to Live Without You" - Kyuhyun, Sungmin, Ryeowook, Zhoumi
- "Oppa, Oppa" - Zhoumi, Henry
- "A-oh" (Korean ver.) - Super Junior-M
- "Ai se eu te pego" - Tất cả các thành viên

VCR 4
- "Break Down" (Korean ver.) - Super Junior-M
- "Go" (Korean ver.) - Super Junior-M
- "Shake It Up!"
- "Rockstar"

VCR 5
- "Daydream"
- MENT
- "Bittersweet" + "Someday" (medley)
- "Memories"

VCR 6 (Biệt đội siêu anh hùng)
- "Dreaming Hero" - Tất cả các thành viên

VCR 7 (Tập vũ đạo)
- "Sunny" - Tất cả các thành viên
- "Wonder Boy" - Tất cả các thành viên
- MENT
- "So I" - Tất cả các thành viên

Encore
- "Sorry, Sorry"
- "Miracle" - Tất cả các thành viên
- "Dancing Out" - Tất cả các thành viên
- MENT
- "Marry U" - Tất cả các thành viên

## Ngày và địa điểm diễn ra
| Ngày                 | Thành phố        | Quốc gia       | Địa điểm                             |
| -------------------- | ---------------- | -------------- | ------------------------------------ |
| 23 tháng 3 năm 2013  | Seoul            | Hàn Quốc       | Nhà thi đấu Thể dục dụng cụ Olympic  |
| 24 tháng 3 năm 2013  | Seoul            | Hàn Quốc       | Nhà thi đấu Thể dục dụng cụ Olympic  |
| 21 tháng 4 năm 2013  | São Paulo        | Brasil         | Credicard Hall                       |
| 23 tháng 4 năm 2013  | Buenos Aires     | Argentina      | Luna Park, Buenos Aires              |
| 25 tháng 4 năm 2013  | Santiago         | Chile          | Movistar Arena                       |
| 27 tháng 4 năm 2013  | Lima             | Peru           | Jockey Club del Perú                 |
| 1 tháng 6 năm 2013   | Jakarta          | Indonesia      | Sân vận động Quốc tế Mata Elang      |
| 2 tháng 6 năm 2013   | Jakarta          | Indonesia      | Sân vận động Quốc tế Mata Elang      |
| 15 tháng 6 năm 2013  | Hồng Kông        | Hồng Kông      | AsiaWorld–Arena                      |
| 16 tháng 6 năm 2013  | Hồng Kông        | Hồng Kông      | AsiaWorld–Arena                      |
| 6 tháng 7 năm 2013   | Singapore        | Singapore      | Sân vận động trong nhà Singapore     |
| 27 tháng 7 năm 2013  | Tokyo            | Nhật Bản       | Tokyo Dome                           |
| 28 tháng 7 năm 2013  | Tokyo            | Nhật Bản       | Tokyo Dome                           |
| 3 tháng 8 năm 2013   | Bangkok          | Thái Lan       | Impact Arena                         |
| 4 tháng 8 năm 2013   | Bangkok          | Thái Lan       | Impact Arena                         |
| 10 tháng 8 năm 2013  | Đài Bắc          | Đài Loan       | Nhà thi đấu Đài Bắc                  |
| 11 tháng 8 năm 2013  | Đài Bắc          | Đài Loan       | Nhà thi đấu Đài Bắc                  |
| 12 tháng 8 năm 2013  | Đài Bắc          | Đài Loan       | Nhà thi đấu Đài Bắc                  |
| 24 tháng 8 năm 2013  | Thượng Hải       | Trung Quốc     | Mercedes-Benz Arena                  |
| 14 tháng 9 năm 2013  | Quảng Châu       | Trung Quốc     | Guangzhou International Sports Arena |
| 24 tháng 10 năm 2013 | Manila           | Philippines    | SM Mall of Asia Arena                |
| 7 tháng 11 năm 2013  | Thành phố México | México         | Mexico City Arena                    |
| 9 tháng 11 năm 2013  | Luân Đôn         | Vương quốc Anh | Wembley Arena                        |
| 15 tháng 11 năm 2013 | Osaka            | Nhật Bản       | Kyocera Dome Osaka                   |
| 16 tháng 11 năm 2013 | Osaka            | Nhật Bản       | Kyocera Dome Osaka                   |
| 23 tháng 11 năm 2013 | Kuala Lumpur     | Malaysia       | Putra Indoor Stadium                 |
| 30 tháng 11 năm 2013 | Ma Cao           | Trung Quốc     | Cotai Arena                          |
| 22 tháng 2 năm 2014  | Bắc Kinh         | Trung Quốc     | Sân vận động trong nhà Thủ đô        |

## Thành phần tham gia
- Ca sĩ: Super Junior, Henry, Zhoumi
- Vũ công: Super Junior, Henry, Zhoumi, vũ công của SM Entertainment.
- Khách mời: S.E.S. Bada
- Đơn vị tổ chức: SM Entertainment
- Đơn vị quảng bá: Dream Maker Entercom